# Lijst van Sub-Antarctische eilanden
De Sub-Antarctische eilanden zijn de eilanden in de Zuidelijke Oceaan rond Antarctica. Deze eilanden zijn:
- Ballenyeilanden (Nieuw-Zeeland)
- Bouveteiland (Noorwegen)
- Crozeteilanden (Frankrijk)
- Diego Ramírezeilanden (Chili)
  - Águila-eiland
- Heard en McDonaldeilanden (Australië)
- Kerguelen (Frankrijk)
- Macquarie-eiland (Australië)
- Peter I-eiland (Noorwegen)
- Prins Edwardeilanden (Zuid-Afrika)
- Scotteiland (Nieuw-Zeeland)
- Zuidelijke Orkneyeilanden (Verenigd Koninkrijk)
- Zuidelijke Shetlandeilanden (Verenigd Koninkrijk)
- Zuid-Georgia en de Zuidelijke Sandwicheilanden (Verenigd Koninkrijk)